# Des Knaben Wunderhorn
Des Knaben Wundernhorn (dal tedesco: "Il corno magico del fanciullo") è un ciclo di poesie e canti popolari pubblicato in tre volumi dal 1805 al 1808 da Clemens Brentano e Achim von Arnim. I componimenti sviluppano vari temi, soprattutto amore, guerra e viaggi (Wanderungen).

## Dibattito filologico
Nell'ambito del dibattito tra il circolo romantico di Heidelberg e Johann Heinrich Voß, si è discusso a lungo se il presente ciclo di canti popolari potesse rappresentare un'immagine "pura" e "fedele" della tradizione poetica orale tedesca dal medioevo al XVIII secolo. Particolarmente importante a proposito è il dibattito tra i due editori: Brentano criticò ad Arnim il fatto che la sua ricostruzione fosse ben più di una semplice revisione del testo popolare: una versione eccessivamente poeticizzata, lontana dal carattere originario e primitivo della tradizione orale. Questo dibattito sfociò inevitabilmente nella discussione sulla relazione Naturpoesie e Kunstpoesie (poesia naturale e poesia artistica) in cui intervennero anche i fratelli Grimm: Jacob sosteneva una poesia ingenua, vera e nata dal bisogno di fare poesia, mentre Wilhelm propendeva per una poesia più mediata da poter pubblicare e diffondere, come per esempio le traduzioni dei miti di altre culture.
Goethe, a cui è dedicato il primo volume, pubblicò una critica nella quale lodò sia l'intento naïf sia l'impianto erudito della raccolta. La raccomandò inoltre «per ogni cucina del semplice volgo e per ogni pianoforte dei dotti».
La pretesa di essere una raccolta («Der Anspruch einer Sammlung») di antichi canti popolari tedeschi è tuttora dibattuta.
Un'autorevole edizione storico-critica di Des Knaben Wunderhorn comparve dal 1975 al 1978 in sei volumi, pubblicati da Heinz Rölleke (cfr Bibliografia); questa edizione si basa sui dettagli sviluppati in ricerche decennali e sull'eredità del demologo berlinese Harry Schewe (1885-1963).
Ventiquattro poesie della raccolta sono state messe in musica in un omonimo ciclo di Lieder dal compositore austriaco Gustav Mahler.